# Назрі Рагімов — Ірвінг Беррі
Бій Назрі Рагімов — Ірвінг Беррі (англ. Nazri Rahimov vs Irving Berry) — професійний боксерський поєдинок за титул UBO у першій напівсередній вазі між українцем Назрі Рагімовим і панамцем Ірвінгом Беррі. Бій відбувся 12 серпня 2023 року у торговельно-розважальному центрі «Термінал» в Броварах (Київська область, Україна). Це перший чемпіонський поєдинок, який був проведений в Україні, з часів повномасштабного вторгнення РФ. Назрі Рагімов здобув перемогу технічним нокаутом в 10-у раунді.

## Передумови
Назрі Рагімов (11-3, 6 КО), 22-річний український боксер з Миколаєва, став професіоналом у 2019 році. За свою кар'єру «Молодий» зазнав 3 поразок, 2 з яких під час виступів за кордоном. У 2020 році в Мінську (Білорусь) Назрі поступився одностайним рішенням казаху Даулету Даукенову (90—100, 90—100, 90—100), а у 2021 під час поєдинку в Брюсселі (Бельгія) не зміг здолати Антуана Ванакере (93—95, 94—95, 93—95). 3 грудня 2021 року, здолавши Дмитра Цюпку технічним рішенням, Назрі Рагімов став чемпіоном України у легкій вазі. Востаннє уродженець Миколаєва виходив на ринг 22 квітня 2023 року під час боксерського шоу у Києві, коли у 6-раундовому бою здолав одностайним рішенням свого співвітчизника Атума Ноторіуса. Бій проти Беррі стане для українця першим 12-раундовим.
Ірвінг Беррі (23-9-2, 10 КО) дебютував у професійному боксі понад 19 років тому. Востаннє представник Панами виходив на ринг восени 2018 року. Тоді в столиці рідної республіки він поступився кубинцю Пабло Вісенте. Опонента Рагімова відправляли до нокдауну вже в першому та другому раундах.
Латібу Мувонге (7-0, 0 КО), 26-річний боксер з Уганди, міг провести свій перший поєдинок за кордоном. «Вчитель танців» посідає 39 місце в рейтингу WBC у своїй ваговій категорії. Свій перший професійний бій Латібу провів у 2019 році, а вже у 2-му бою став чемпіоном Уганди у напівсередній вазі. Востаннє Мувонге виходив на ринг 10 березня 2023 року, коли здолав розділеним рішенням Альбано Клемента і став чемпіоном у першій напівсередній вазі за версією ABU. Бій проти Назрі Рагімова повинен був стати для «вчителя танців» другим 12-раундовим у кар'єрі, проте поєдинок довелось скасувати через проблеми угандійця з отриманням візи.
Бій відбувся за підтримки Favbet та промоутерської компанії Top Boxing Generation. Частина прибутку з проданих квитків була передана на допомогу ЗСУ. Під час боксерського шоу також відбувся благодійний аукціон. Квитки на поєдинок продавалися на сайті Concert.ua.

## Час початку
Боксерське шоу розпочалося о 16:00 за київським часом.

## Транслятори
В Україні безкоштовна трансляція пройшла на телеканалі Megogo Гонг.